# جبال رينكون
جبال رينكون (بالأودهمية: Cew Doʼag) هي سلسلة جبلية مهمة تقع شرق توكسون، مقاطعة بيما، أريزونا، في [[الولايات المتحدة]]. جبال رينكون هي واحدة من خمس سلاسل جبلية تحيط بوادي توكسون. تشمل السلاسل الأخرى الأبرز في المنطقة، جبال سانتا كاتالينا في الشمال، وجبال سانتا ريتا من الجنوب، وجبال توكسون في الغرب، وجبال تورتوليتا في الشمال الغربي. يفصل ممر ريدنجتون بين جبال رينكون وجبال سانتا كاتالينا. تعتبر جبال رينكون عمومًا أقل وعورة من جبال سانتا كاتالينا وجبال سانتا ريتا. وتضم جبال رينكون أيضًا في سلاسل جبال جزر السماء مادرين في جنوب شرق أريزونا، وأقصى جنوب غرب نيو مكسيكو، وشمال سونورا المكسيك. وأعلى قمة في السلسلة هو جبل ميكا (8664 قدمًا).